# Pływanie na Letnich Igrzyskach Olimpijskich 1956 – 200 m stylem klasycznym mężczyzn
200 m stylem klasycznym mężczyzn – jedna z konkurencji pływackich rozgrywanych podczas XVI Igrzysk Olimpijskich w Melbourne. Eliminacje odbyły się 30 listopada, a finał 6 grudnia 1956 roku.
W finale przez pierwsze 100 metrów prowadzili Japończyk Masahiro Yoshimura i reprezentant ZSRR Charis Juniczew. Od połowy dystansu przyspieszył jednak drugi z Japończyków, rekordzista świata Masaru Furukawa, który ostatecznie zdobył złoty medal i ustanowił nowy rekord olimpijski (2:34,7). W wyrównanym pojedynku o srebro zwyciężył Yoshimura (2:36,7), wyprzedziwszy o 0,1 s Juniczewa (2:36,8).
Wcześniej, w eliminacjach Masaru Furukawa pobił rekord olimpijski (2:36,1), podczas gdy aż pięciu zawodników zostało zdyskwalifikowanych za nieprawidłową technikę stylu klasycznego.

## Rekordy
Przed zawodami rekord świata i rekord olimpijski wyglądały następująco:
| Rekord            | Zawodnik        | Czas   | Miejsce | Data                |       |
| ----------------- | --------------- | ------ | ------- | ------------------- | ----- |
| Rekord świata     | Masaru Furukawa | 2:31,0 | Tokio   | 1 października 1955 | [ 1 ] |
| Rekord olimpijski | Tetsuo Hamuro   | 2:42,5 | Berlin  | 15 sierpnia 1936    | [ 2 ] |

W trakcie zawodów ustanowiono następujące rekordy:
| Data         | Etap konkurencji | Zawodnik        | Czas   | Rekord |
| ------------ | ---------------- | --------------- | ------ | ------ |
| 30 listopada | eliminacje       | Masaru Furukawa | 2:36,1 | OR     |
| 6 grudnia    | finał            | Masaru Furukawa | 2:34,7 | OR     |

## Wyniki

### Eliminacje
| Miejsce | Wyścig | Zawodnik            | Państwo                       | Czas     | Uwagi |
| ------- | ------ | ------------------- | ----------------------------- | -------- | ----- |
| 1.      | 1      | Masaru Furukawa     | Japonia                       | 2:36,1   | Q,    |
| 2.      | 1      | Knud Gleie          | Dania                         | 2:36,4   | Q     |
| 3.      | 3      | Masahiro Yoshimura  | Japonia                       | 2:38,6   | Q     |
| 4.      | 2      | Ihor Zasieda        | ZSRR                          | 2:40,1   | Q     |
| 5.      | 2      | Terry Gathercole    | Australia                     | 2:40,2   | Q     |
| 6.      | 3      | Charis Juniczew     | ZSRR                          | 2:41,2   | Q     |
| 7.      | 2      | Manuel Sanguily     | Kuba                          | 2:41,8   | Q     |
| 8.      | 3      | Hugues Broussard    | Francja                       | 2:43,0   | Q     |
| 9.      | 3      | Gilbert Desmit      | Belgia                        | 2:43,5   |       |
| 10.     | 1      | Farid Dosajew       | ZSRR                          | 2:43,9   |       |
| 11.     | 3      | Christopher Walkden | Wielka Brytania               | 2:47,1   |       |
| 12.     | 1      | Louis Kozma         | Belgia                        | 2:48,4   |       |
| 13.     | 2      | Ren Kohn            | Luksemburg                    | 2:50,9   |       |
| 14.     | 3      | Robert Hughes       | Stany Zjednoczone             | 2:52,2   |       |
| 15.     | 1      | Shamsher Khan       | Indie                         | 3:17,0   |       |
| 16.     | 2      | István Szívós       | Węgry                         | 3:18,7   |       |
| 21. !   | 1      | Octávio Mobiglia    | Brazylia                      | 9:99,9 ! | DSQ   |
| 21. !   | 1      | Palsons Naibula     | Filipiny                      | 9:99,9 ! | DSQ   |
| 21. !   | 2      | Álvaro Gómez        | Kolumbia                      | 9:99,9 ! | DSQ   |
| 21. !   | 2      | Herbert Klein       | Wspólna Reprezentacja Niemiec | 9:99,9 ! | DSQ   |
| 21. !   | 3      | Ghulam Rasul        | Pakistan                      | 9:99,9 ! | DSQ   |

### Finał
| Miejsce | Zawodnik           | Państwo   | Czas     | Uwagi |
| ------- | ------------------ | --------- | -------- | ----- |
| 1. !    | Masaru Furukawa    | Japonia   | 2:34,7   | OR    |
| 2. !    | Masahiro Yoshimura | Japonia   | 2:36,7   |       |
| 3. !    | Charis Juniczew    | ZSRR      | 2:36,8   |       |
| 4.      | Terry Gathercole   | Australia | 2:38,7   |       |
| 5.      | Ihor Zasieda       | ZSRR      | 2:39,0   |       |
| 6.      | Knud Gleie         | Dania     | 2:40,0   |       |
| 7.      | Manuel Sanguily    | Kuba      | 2:42,0   |       |
| 8. !    | Hugues Broussard   | Francja   | 9:99,9 ! | DSQ   |